# (613908) 2007 VK305
(613908) 2007 VK305, também escrito como (613908) 2007 VK305, é um objeto transnetuniano que está localizado no disco disperso, uma região do Sistema Solar. Ele possui uma magnitude absoluta de 6.42 e tem um diâmetro estimado de cerca de 200 quilômetros.

## Descoberta
(613908) 2007 VK305 foi descoberto no dia 2 de novembro de 2007 pelos astrônomos A. C. Becke, A. W. Puckett e J. Kubica.

## Órbita
A órbita de (613908) 2007 VK305 tem uma excentricidade de 0,361 e possui um semieixo maior de 57,062 UA. O seu periélio leva o mesmo a uma distância de 36,473 UA em relação ao Sol e seu afélio a 77,651 UA.